# Savena
Der Savena ist ein italienisches intermittierendes Fließgewässer (Einzugsgebiet ca. 175 km²), das bei Firenzuola, in der Metropolitanstadt Florenz aus einer breiten, durch viele Berge überragten Schlucht (Sasso di Castro – 1276 m; Monte Bastione 1190 m, Monte Luario 1140 m, Monte Freddi 1275 m) kurz nördlich vom Futapass entspringt; es ist der reichste Nebenfluss des Idice, zu dem es wenigstens 2/3 der Wassermenge beiträgt, besonders im Sommer, der wiederum in den Reno mündet. Der Reno und der Savena grenzen das Gemeindegebiet von Bologna im Norden und im Süden ab.

## Wortherkunft
Eine Bemerkung zum Wortschatz: die läufende Betonung des Wortes fällt auf der drittletzten Silbe: Sàvena (praktisch nur die Bologneser sprechen es auf Anhieb richtig aus). Abgesehen von der Bedeutung des etruskischen Wortes Sàvena (wörtlich: „Wasserlauf“) bezeichnet der bekannte Dichter Dante Alighieri schon im 13. Jahrhundert die Bologneser als diejenigen, die das Land zwischen Reno und Savena bewohnen.

„E non pur io qui piango bolognese
anzi n'è questo luogo tanto pieno,
che tante lingue non son ora apprese
a dicer 'sipa' tra Sàvena e Reno;
e se di ciò vuoi fede o testimonio,
rècati a mente il nostro avaro seno.“

## Der Wasserlauf
Wenige Kilometer nach seiner Quelle tritt der Savena in die Metropolitanstadt Bologna ein und schneidet ein ziemlich enges und gerades Tal ein, das steile Wände aufweist, führt durch Pianoro und durch die südöstliche Umgebung von Bologna. Heutzutage endet sein Lauf in den Bach Idice bei San Lazzaro di Savena, ungefähr 55 km nach der Quelle. Seine durchschnittliche Strömungsgeschwindigkeit beträgt ca. 6 m³/s, seine kleinste hingegen 0,3 m³/s, bei Hochwasser kann sie sogar 150 m³/s erreichen, aber in den schwerwiegenden Überflutungen (einmal alle 100 Jahre) sind auch 400 m³/s oder mehr zu erreichen, wie in der Überschwemmung vom 4. November 1966 der Fall war, als der Wasserlauf bei Rastignano und San Ruffillo überschwemmte.